# Acacia pilligaensis
Acacia pilligaensis är en ärtväxtart som beskrevs av Joseph Henry Maiden. Acacia pilligaensis ingår i släktet akacior, och familjen ärtväxter. Inga underarter finns listade i Catalogue of Life.